# Hockey su prato ai Giochi della XVI Olimpiade
Gli incontri di hockey su prato alle olimpiadi estive del 1956 si sono svolte al 
capo di hockey dell'Olympic Park Stadium e le finali al Melbourne Cricket Ground.

## Formula
La formula prevedeva la suddivisione delle 12 squadre in tre gruppi. Successivamente le vincenti dei gironi A e B, e le prime due squadre del gruppo C si sono qualificate alle semifinali.

## Squadre partecipanti
| Gruppo A                                        | Gruppo B                                       | Gruppo C                                                        |
| ----------------------------------------------- | ---------------------------------------------- | --------------------------------------------------------------- |
| - Afghanistan - India - Singapore - Stati Uniti | - Australia - Gran Bretagna - Malaysia - Kenya | - Belgio - Squadra Unificata Tedesca - Nuova Zelanda - Pakistan |

- Paesi Bassi Ritirata

## Risultati
Classifica
| POS. | Squadra     | P.ti | G | V | N | P | GF | GS | DG  |
| ---- | ----------- | ---- | - | - | - | - | -- | -- | --- |
| 1°   | India       | 6    | 3 | 3 | 0 | 0 | 36 | 0  | +36 |
| 2°   | Singapore   | 4    | 3 | 2 | 0 | 1 | 11 | 7  | +4  |
| 3°   | Afghanistan | 2    | 3 | 1 | 0 | 2 | 5  | 20 | -15 |
| 4°   | Stati Uniti | 0    | 3 | 0 | 0 | 3 | 2  | 27 | -25 |

### Gruppo A
| Melbourne 26 novembre 1956 | Singapore | 6 – 1 (3-1) | Stati Uniti | Olympic Park Stadium |

| Melbourne 26 novembre 1956 | India | 14 – 0 (3-0) | Afghanistan | Olympic Park Stadium |

| Melbourne 28 novembre 1956 | Singapore | 5 – 0 (4-0) | Afghanistan | Olympic Park Stadium |

| Melbourne 28 novembre 1956 | India | 16 – 0 (6-0) | Stati Uniti | Olympic Park Stadium |

| Melbourne 30 novembre 1956 | India | 6 – 0 (3-0) | Singapore | Olympic Park Stadium |

| Melbourne 30 novembre 1956 | Afghanistan | 5 – 1 (2-1) | Stati Uniti | Olympic Park Stadium |

### Gruppo B
Classifica
| POS. | Squadra       | P.ti | G | V | N | P | GF | GS | DG |
| ---- | ------------- | ---- | - | - | - | - | -- | -- | -- |
| 1°   | Gran Bretagna | 6    | 3 | 2 | 2 | 0 | 6  | 4  | +2 |
| 2°   | Australia     | 4    | 3 | 2 | 0 | 1 | 6  | 4  | +2 |
| 3°   | Malaysia      | 2    | 3 | 0 | 2 | 1 | 5  | 6  | -1 |
| 4°   | Kenya         | 2    | 3 | 0 | 2 | 1 | 2  | 4  | -2 |

| Melbourne 23 novembre 1956 | Gran Bretagna | 2 – 2 (1-1) | Malaysia | Olympic Park Stadium |

| Melbourne 23 novembre 1956 | Australia | 2 – 0 (1-0) | Kenya | Olympic Park Stadium |

| Melbourne 24 novembre 1956 | Gran Bretagna | 1 – 1 (1-1) | Kenya | Olympic Park Stadium |

| Melbourne 26 novembre 1956 | Australia | 3 – 2 (2-1) | Malaysia | Olympic Park Stadium |

| Melbourne 28 novembre 1956 | Malaysia | 1 – 1 (0-1) | Kenya | Olympic Park Stadium |

| Melbourne 30 novembre 1956 | Gran Bretagna | 2 – 1 (1-0) | Australia | Olympic Park Stadium |

Spareggio
| Melbourne 1º dicembre 1956 | Gran Bretagna | 1 – 0 (0-0) | Australia | Olympic Park Stadium |

### Gruppo C
Classifica
| POS. | Squadra                   | P.ti | G | V | N | P | GF | GS | DG |
| ---- | ------------------------- | ---- | - | - | - | - | -- | -- | -- |
| 1°   | Pakistan                  | 5    | 3 | 2 | 1 | 0 | 7  | 1  | +6 |
| 2°   | Squadra Unificata Tedesca | 4    | 3 | 1 | 2 | 0 | 5  | 4  | +1 |
| 3°   | Nuova Zelanda             | 2    | 3 | 1 | 0 | 2 | 8  | 10 | -2 |
| 4°   | Belgio                    | 1    | 3 | 0 | 1 | 2 | 0  | 5  | -5 |

| Melbourne 23 novembre 1956 | Pakistan | 2 – 0 (1-0) | Belgio | Olympic Park Stadium |

| Melbourne 24 novembre 1956 | Squadra Unificata Tedesca | 5 – 4 (3-3) | Nuova Zelanda | Olympic Park Stadium |

| Melbourne 27 novembre 1956 | Pakistan | 5 – 1 (2-0) | Nuova Zelanda | Olympic Park Stadium |

| Melbourne 27 novembre 1956 | Squadra Unificata Tedesca | 0 – 0 | Belgio | Olympic Park Stadium |

| Melbourne 29 novembre 1956 | Pakistan | 0 – 0 | Squadra Unificata Tedesca | Olympic Park Stadium |

| Melbourne 29 novembre 1956 | Nuova Zelanda | 3 – 0 (1-0) | Belgio | Olympic Park Stadium |

### Semifinali
| Melbourne 3 dicembre 1956 | India | 1 – 0 (0-0) | Squadra Unificata Tedesca | Olympic Park Stadium |

| Melbourne 3 dicembre 1956 | Pakistan | 3 – 2 (3-1) | Gran Bretagna | Olympic Park Stadium |

### Finali
- 3º-4º posto

| Melbourne 6 dicembre 1956 | Squadra Unificata Tedesca | 3 – 1 (2-1) | Gran Bretagna | Melbourne Cricket Ground |

- 1º-2º posto

| Melbourne 6 dicembre 1956 | India | 1 – 0 (0-0) | Pakistan | Melbourne Cricket Ground |

## Podio

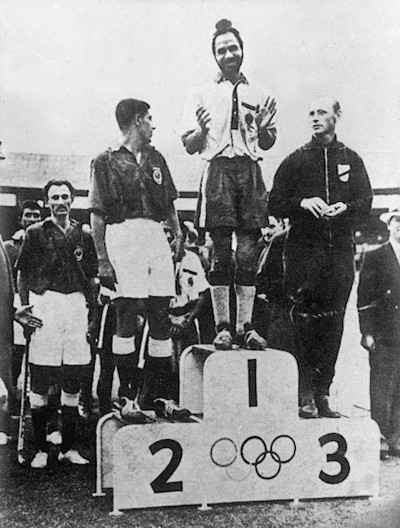
Il podio

| Evento                   | Oro | Argento | Bronzo |
| Hockey su prato maschile | India Shankar Laxman Bakshish Singh Randhir Singh Gentle Leslie Claudius Amir Kumar Govind Perumal Charles Stephen Gurdev Singh Balbir Singh Sr. Udham Singh Raghbir Singh Bhola Ranganathan Francis Amit Singh Bakshi Hari Pal Kaushik Hardyal Singh Raghbir Lal Balkrishan Singh | Pakistan Zakir Hussain Munir Ahmed Dar Ghulam Rasool Anwar Ahmed Khan Qazi Massarrat Hussain Noor Alam Abdul Hamid Habibur Rehman Ahmed Naseer Bunda Motiullah Latif-ur Rehman Akhtar Hussain Habib Ali Kiddie Manzoor Hussain Atif | Squadra Unificata Tedesca Alfred Lücker Helmut Nonn Günther Ullerich Günther Brennecke Werner Delmes Eberhard Ferstl Hugo Dollheiser Heinz Radzikowski Wolfgang Nonn Hugo Budinger Werner Rosenbaum |